# Nagyboldogasszony-székesegyház (Cuernavaca)
A cuernavacai Nagyboldogasszony-székesegyház Mexikó egyik értékes műemléke, az ország egyik legrégebbi temploma, ma a Cuernavacai egyházmegye központja. Bár nem közvetlenül a Popocatépetl oldalában áll, 1994 óta mégis a „16. századi kolostorok a Popocatépetl lejtőin” gyűjtőfogalom elemeként része a világörökségnek.

## Története
A cuernavacai kolostort 1525-ben alapította az Új-Spanyolországba elsőként megérkező tizenkét ferences szerzetes és egy Spanyolországból érkező újabb csoport, köztük Antonio Maldonado, Antonio Ortiz, Alonso de Herrera és Diego de Almonte. A hivatalos alapítást négy évvel később, 1529-ben ratifikálták, az építkezési munkálatok egy olyan területen kezdődtek meg, amelyet Hernán Cortés felesége, Juana de Zúñiga adományozott számukra. Hogy mikorra készült el pontosan, azt nem tudjuk, de az biztos, hogy 1574-ben már állt. Amikor 1585. december 28-án Alonso Ponce meglátogatta az építményt, feljegyzésre került, hogy az „befejezett” és „jól felépített”. Ekkor a kolostorban öt személy élt, az épületegyütteshez pedig egy kert is tartozott, ahol növényeket termesztettek. Ebből az időszakból a később átépített épületegyüttesben csak a templom falai és a kolostor alsó szintjének árkádjai maradtak meg, ezeket a század egyik legnagyobb építészének tartott Francisco Becerra tervezte.
A 17. században a két oldalkápolna megépítésével a templom alaprajza kereszt alakúvá változott. 1713-ban a templom belsejében gömbkupolát létesítettek, és ugyanezt az évszámot tartalmazza az épület délkeleti sarkában emelkedő toronyban található felirat is. A torony lábánál felállítottak egy régi órát is, amelyet korábban a segoviai székesegyházban használtak, és amelyet még I. Károly spanyol király adományozott Cortésnek a 16. században. A 18. század közepén a templom plébániai rangra emelkedett. 1882-ben egy földrengés megrongálta a tornyot, az újjáépítést Vicente Salinas y Rivera rendelte el és José González Belauzaran irányította.
1891. június 23-án XIII. Leó pápa kibocsátott egy bullát, amellyel létrehozta a Cuernavacai egyházmegyét, amelynek központjává ezt a templomot tette, így a plébániatemplom székesegyházi rangra emelkedett. Az ezt ünnepélyesen kihirdető szentmisét ugyanezen év október 30-án tartották. Az első püspök, Fortino Hipólito Vera, 1894. július 3-a óta szolgált.
1957-ben a templomot felújították, a munkálatok során pedig a falakat borító mészrétegek alól 18. századi festmények kerültek elő: ezek Felipe de Jesúsnak és társainak a Japánba való érkezését ábrázolják, de találhatók az épületben fekete–fehér geometrikus és virágdíszes képek is, és egy olyan is, ami II. Ince pápát mutatja, amint megáldja a misszionáriusokat.

## Képek

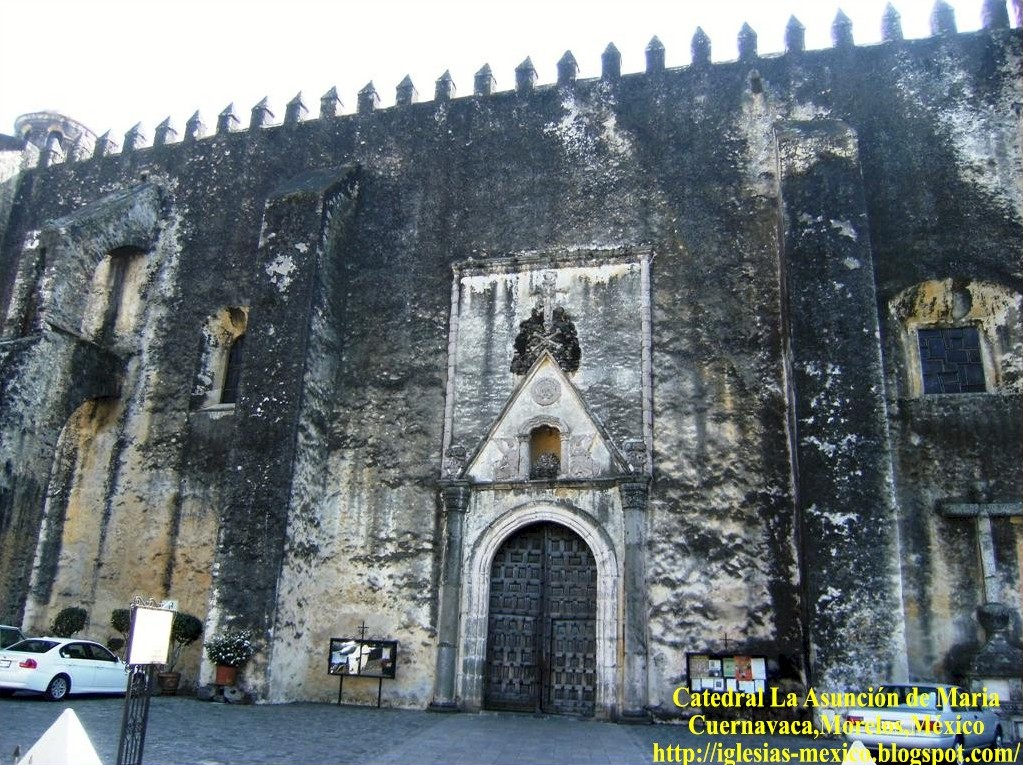
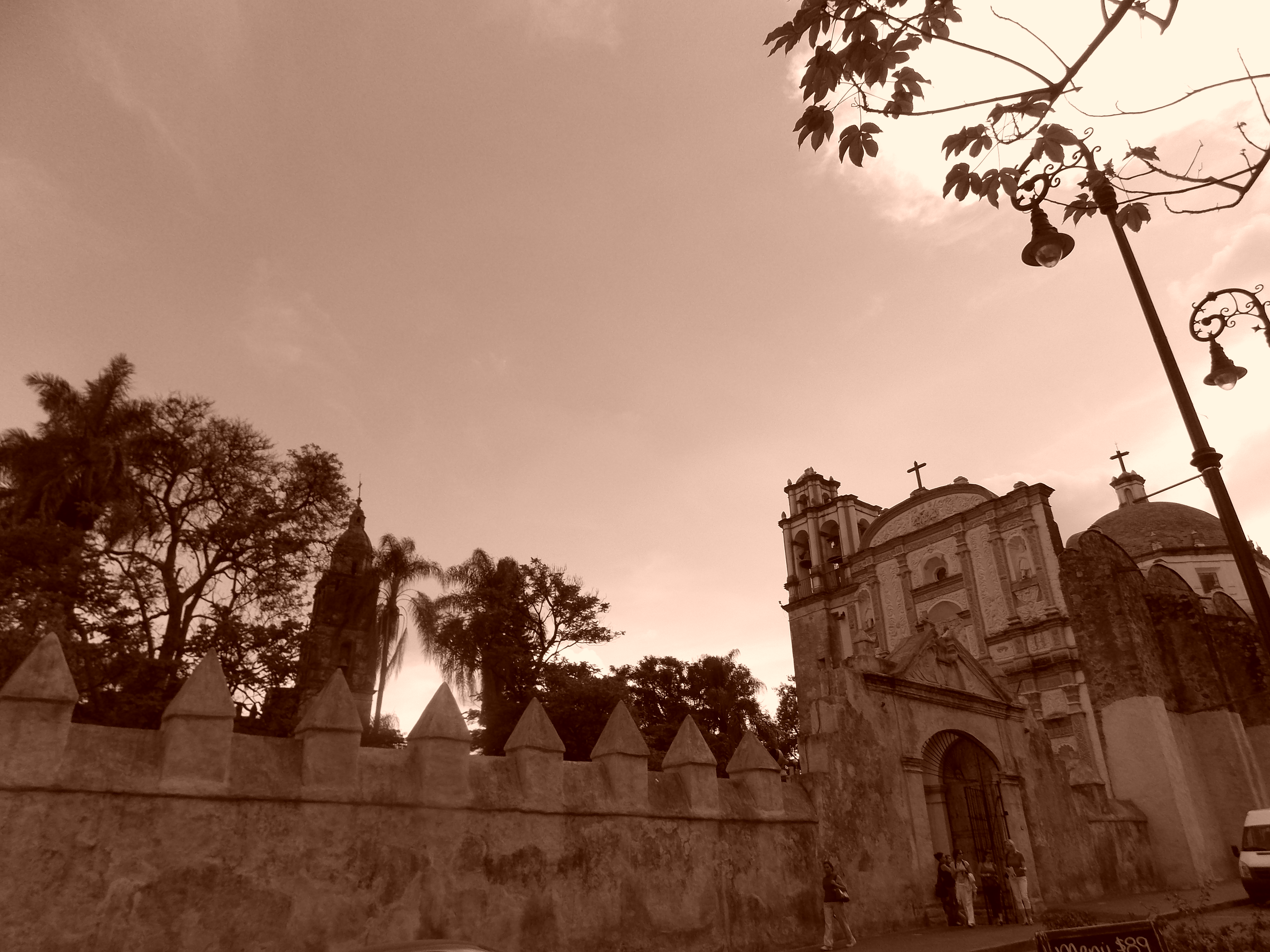
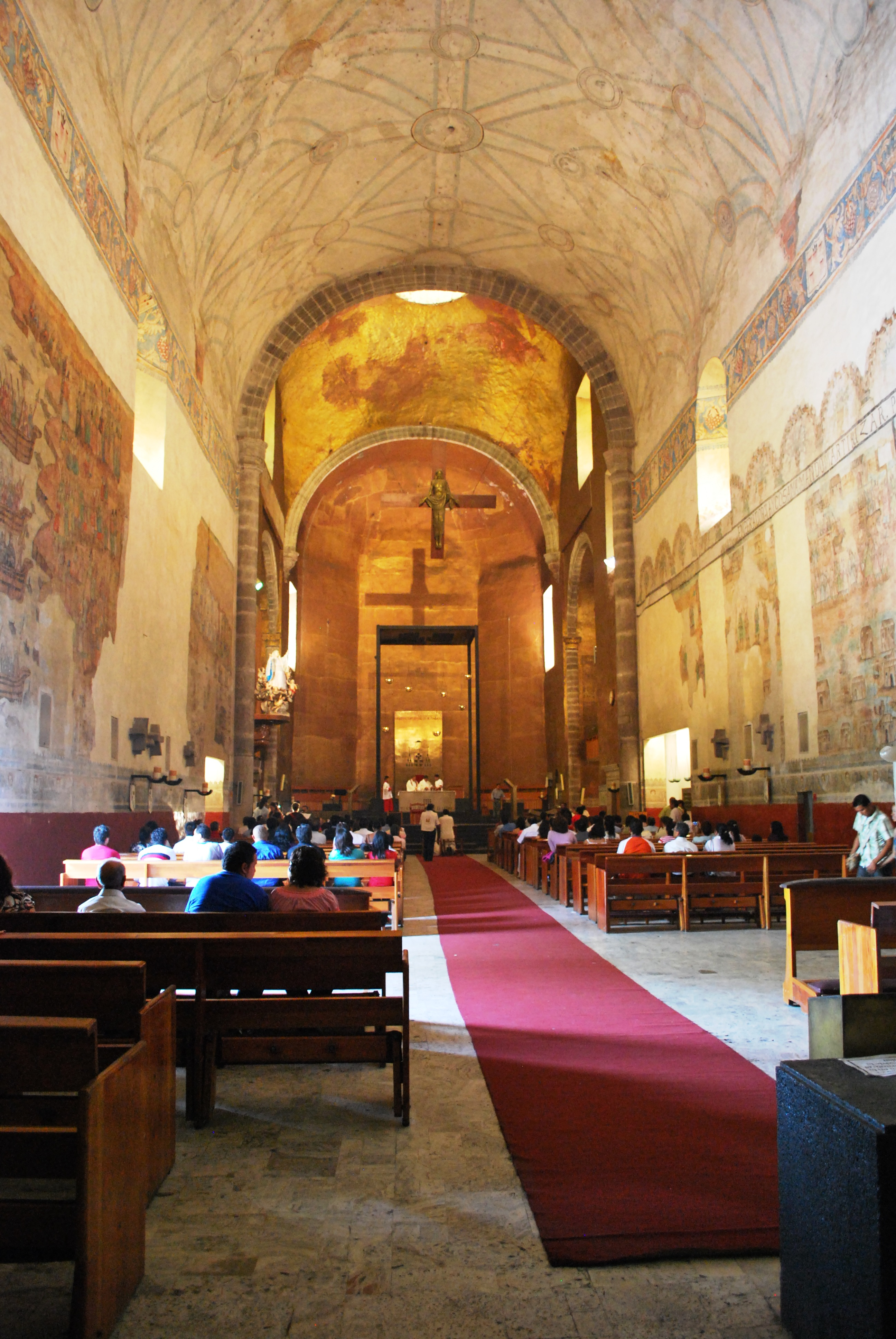
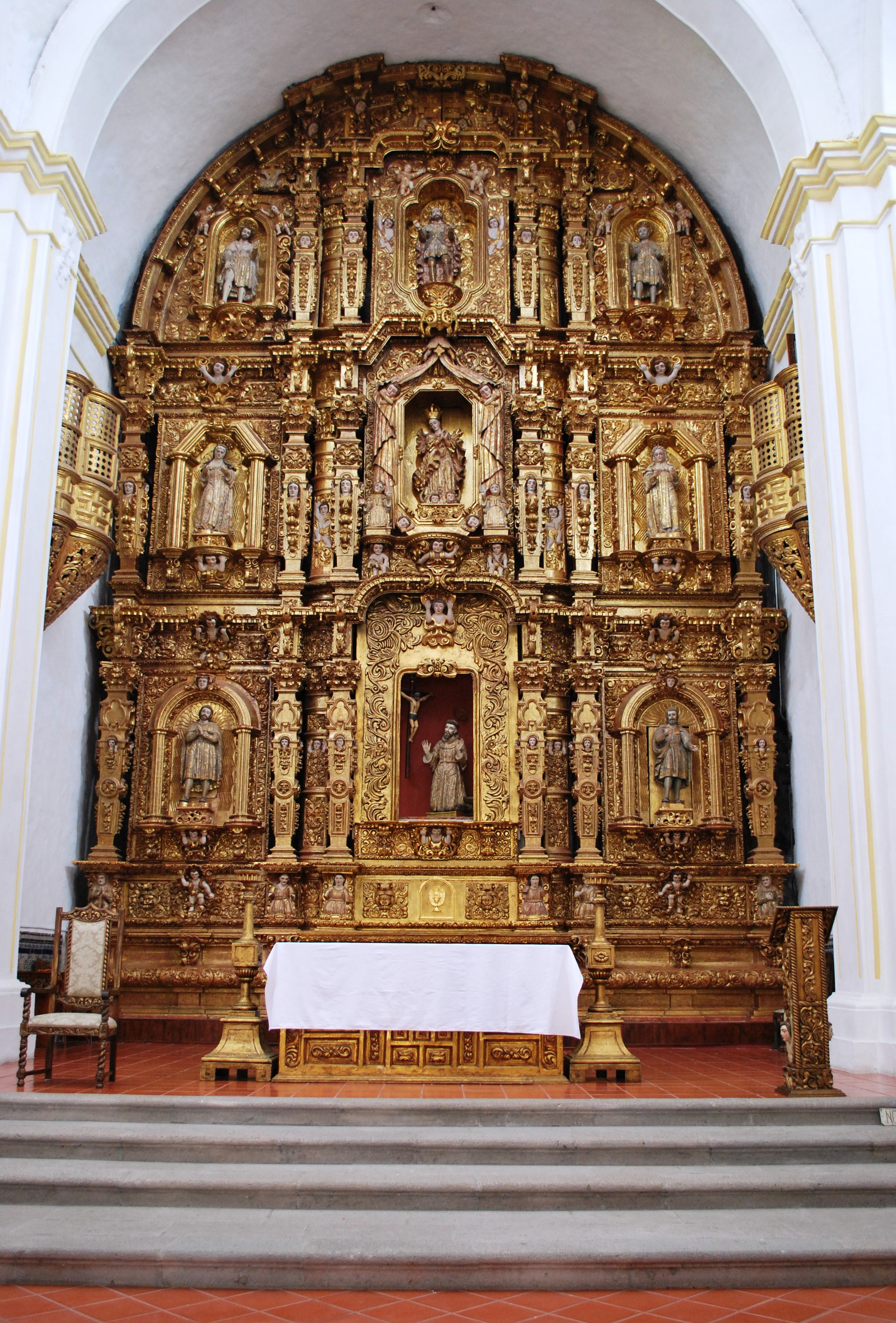
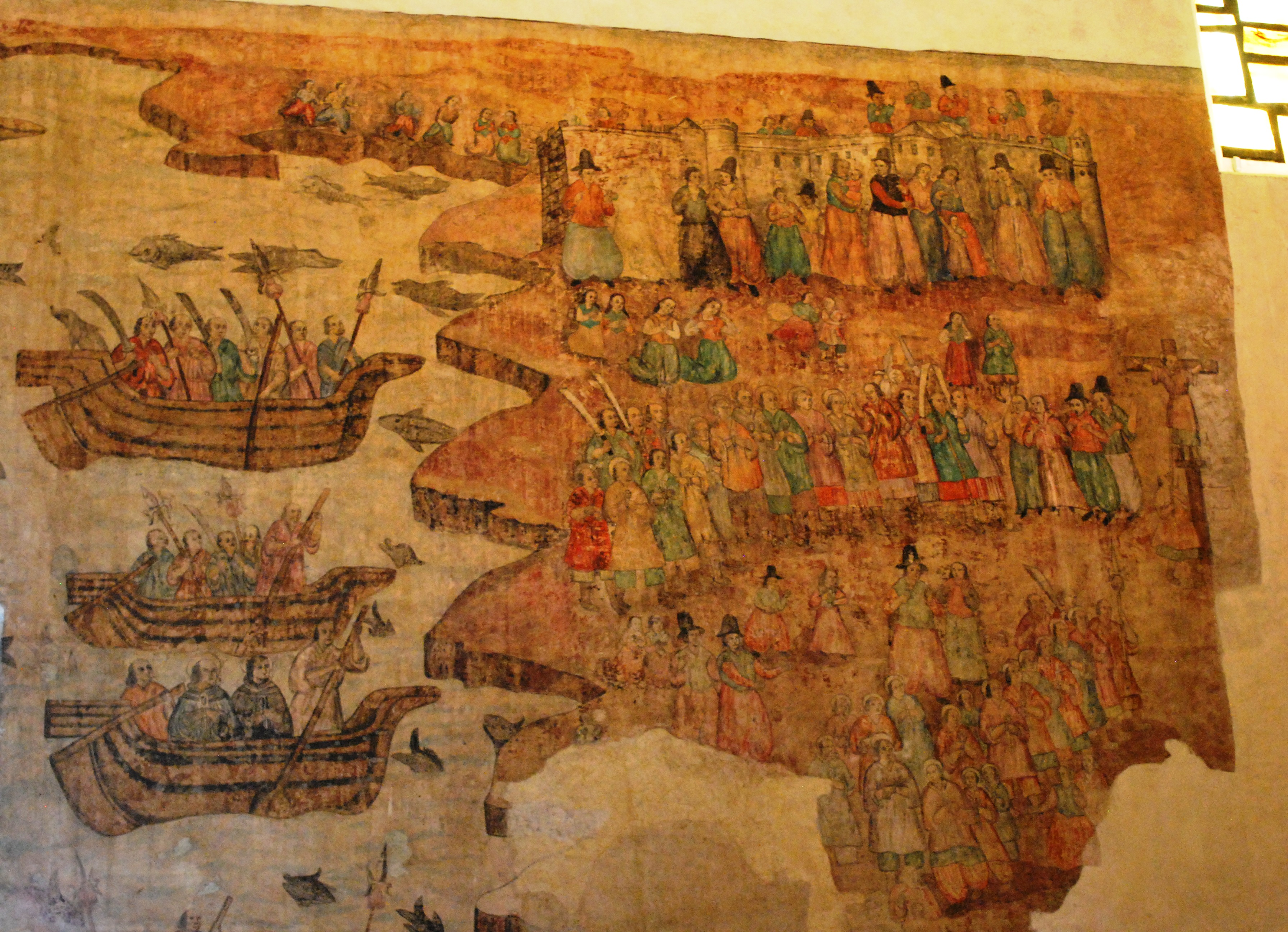